# Каркалиу (Тулћа)
Каркалиу (рум. Carcaliu) насеље је у Румунији у округу Тулћа у општини Каркалиу. Oпштина се налази на надморској висини од 13 m.

## Становништво
Према подацима из 2002. године у насељу је живело 3394 становника.

### Попис2002.
| Расподела становништва по националности 2002.‍ | Расподела становништва по националности 2002.‍ | Расподела становништва по националности 2002.‍ | Расподела становништва по националности 2002.‍ | Расподела становништва по националности 2002.‍ |
| --------------------------------------------- | --------------------------------------------- | --------------------------------------------- | --------------------------------------------- | --------------------------------------------- |
|                                               |                                               |                                               |                                               |                                               |
| Румуни                                        | Румуни                                        |                                               | 326                                           | 9,6%                                          |
| Мађари                                        | Мађари                                        |                                               | 5                                             | 0,1%                                          |
| Руси                                          | Руси                                          |                                               | 3.046                                         | 89,8%                                         |
| други                                         | други                                         |                                               | 15                                            | 0,4%                                          |